# Nahuatlea
Nahuatlea je rod glavočika smješten u tribus Gochnatieae, dio potporodice Gochnatioideae. Postoji sedam vrsta jednodomnih grmova i drveća rasprostranjenih po Meksiku i Teksasu. 
Listovi sjedeći ili s kratkom peteljkom duljine ne više od 5 mm, naizmjenični. Cvjetovi s vjenčićima homomorfni, bijeli ili žuti, aktinomorfni.

## Vrste
1. Nahuatlea arborescens (Brandegee) V.A.Funk
2. Nahuatlea hiriartiana (Villaseñor, Medrano & Medina) V.A.Funk
3. Nahuatlea hypoleuca (DC.) V.A.Funk
4. Nahuatlea magna (M.C.Johnst. ex Cabrera) V.A.Funk
5. Nahuatlea obtusata (S.F.Blake) V.A.Funk
6. Nahuatlea purpusii (Brandegee) V.A.Funk
7. Nahuatlea smithii (B.L.Rob. & Greenm.) V.A.Funk